# La Bisbal d’Empordà
La Bisbal d’Empordà (hiszp. La Bisbal del Ampurdán) – miasto w Hiszpanii w północnej części Katalonii. Ośrodek administracyjny comarki Baix Empordà, mimo iż nie jest jej największym miastem.